# Dominik Diezi
Dominik Diezi (* 27. August 1973 in Münsterlingen; heimatberechtigt in Thal SG) ist ein Schweizer Politiker (Die Mitte, vormals CVP). Er ist seit dem 1. Juni 2022 Regierungsrat des Kantons Thurgau und steht dem Departement für Bau und Umwelt vor.

## Biografie
Dominik Diezi wuchs in Steckborn und in Kreuzlingen auf, dort besuchte er die Kantonsschule. Er studierte 1993 bis 1998 Rechtswissenschaften an der Universität Freiburg und doktorierte 2006 bis 2013 berufsbegleitend, als Vizepräsident des Bezirksgerichts Arbon, an der Universität Basel.
Ab 2015 sass er für die CVP bzw. Die Mitte im Stadtparlament von Arbon, ab 2016 im Grossen Rat des Kantons Thurgau, 2020 bis 2022 als Präsident der Geschäftsprüfungs- und Finanzkommission. 2019 schaffte er die Wahl ins Stadtpräsidium von Arbon. Und am 13. Februar 2022 wählte ihn das Thurgauer Volk als Nachfolger von Carmen Haag in den Regierungsrat. Von ihr übernahm er das Departement für Bau und Umwelt.
Dominik Diezi ist verheiratet und hat zwei Söhne. Er wohnt in Stachen, Arbon.